# Brandförsäkringsverket
Brandföräkringsverket var ett brandförsäkringsbolag som existera mellan 1782 och 2008.

## Historia

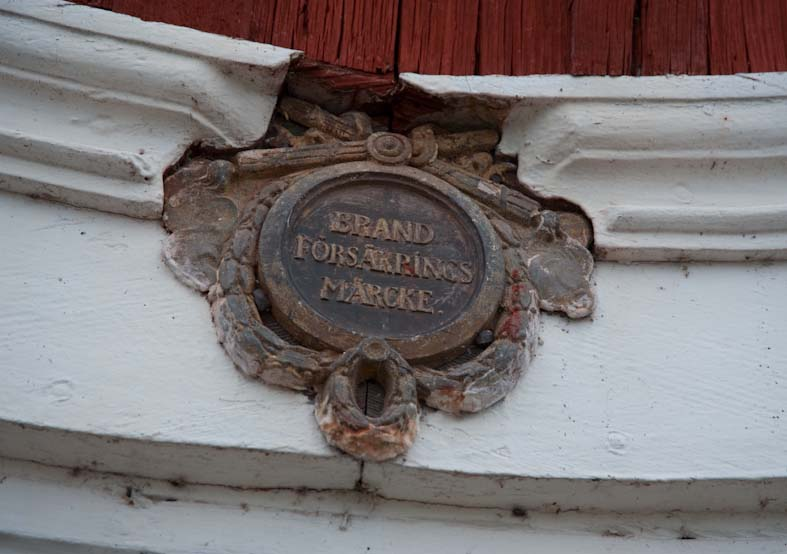
Brandförsäkringsmärke ovan entrédörren på huvudbyggnaden i Bollnäs Ren 15:11, Renshammar.

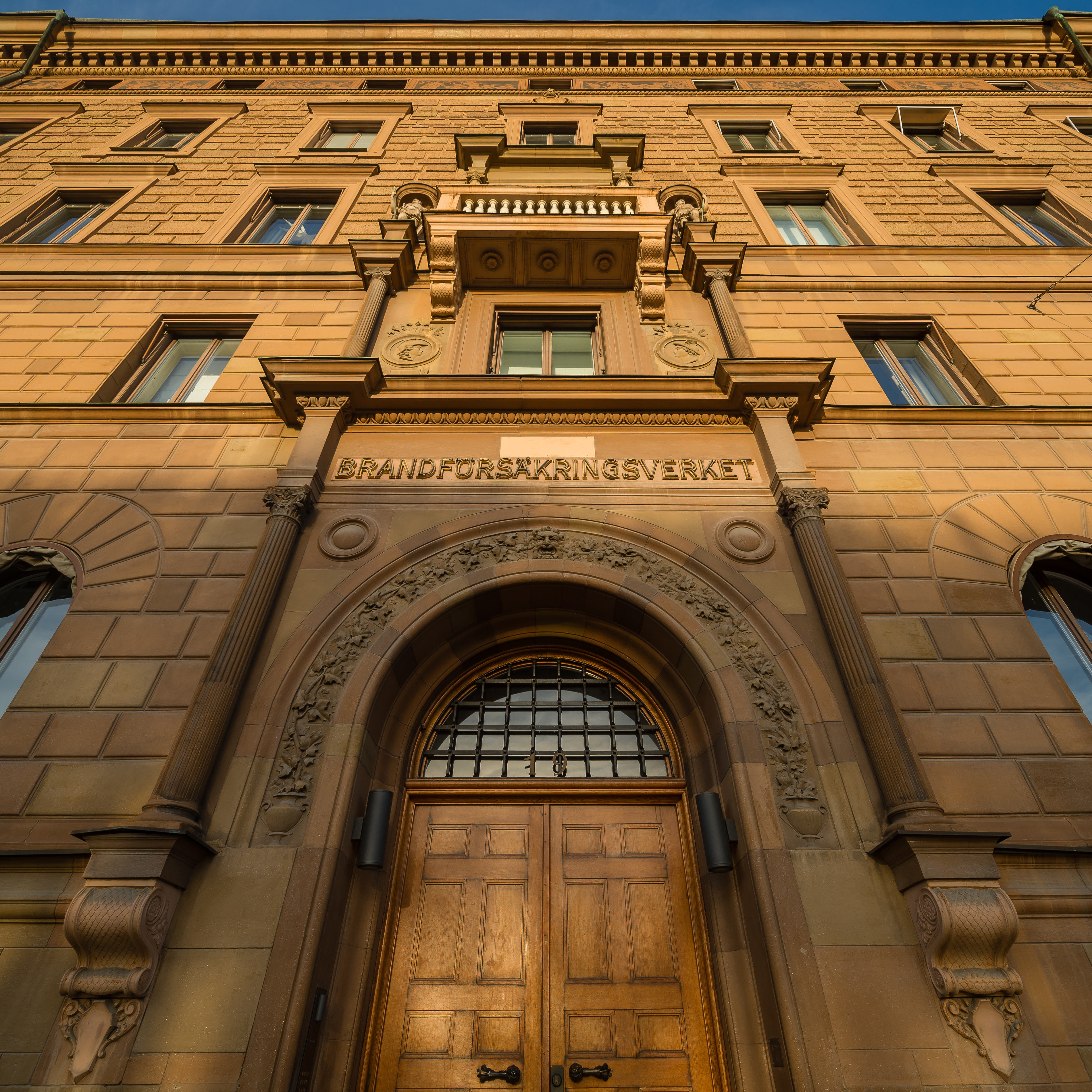
Bolagets kontor låg fram till 2008 i Thaveniuska huset vid Strandvägen.

Redan 1778-1779 hade riksdagen borgarståndet lagt fram förslaget om bildande av ett försäkringsbolag för brandförsäkringar. 1781 tillsattes en kommitté i frågan och 1 november 1782 bildades bolaget under namnet Allmänna Brandförsäkringsfonden. Dess förste ordförande blev Carl Fredrik Adelcrantz. Tanken från början var att försäkringstagarna skulle betala premier i tre år, och därefter vara befriade från fortsatta premier. På grund av lågt intresse växte dock fondkapitalet mycket långsamt, 1784 var det bara 15.000 riksdaler trots att inga bränder i försäkrade inträffat. 1788 ändrades därför reglerna, försäkringstagarna skulle betala premier i tolv år, men efter halva tiden reducerades premien till hälften. Dessa regler kom sedan att gälla in i modern tid, med undantaget att premietiden vid mitten av 1800-talet höjdes till 24 år. Från början riktade man sin verksamhet både mot stad och landsbygd. 
Försäkringspremien var dock lika stor för byggnader på landsbygden som i staden, trots att brandrisken var mycket större i städerna, därför gick stadsverksamheten med kraftig underskott. Därför delades bolaget upp på två fonder, en för staden och en för landet. Stadskassan drabbades svårt genom stadsbränderna i Göteborg och Uddevalla. Då två tredjedelar av Åbo brann 1827 där många försäkrade hus fanns tvingades stadsfonden i likvidation. I dess ställe bildades Städernas allmänna brandstodsbolag och Skånska Brandförsäkringsinrättningen. Landsbygdsfonden Allmänna Brandförsäkringsverket för byggnader å landet levde dock vidare, trots att det efterhand bildades fler konkurrerande brandförsäkringsbolag. 
År 1843 föreslogs ett upplösande av fonden, något som dock föll på den komplicerade processen. Under slutet av 1800-talet moderniserades verksamheten och 1896 kunde fonden för första gången betala ut återbäring till försäkringstecknarna. Under 1920-talet moderniserades bolaget ytterligare, men konkurrensen inom försäkringsbranschen gjorde dock situationen för fonden svår. 1950 började man även erbjuda försäkringar av skog och av lös egendom. 1951 började bolaget även erbjuda återförsäkringar, denna delen av verksamheten överflyttades dock redan 1953 på ett eget dotterbolag, Återförsäkringsaktiebolaget Stockholm eller Stockholm Re. 1956 ändrades bolagsnamnet till Brandförsäkringsverket. 
1955 inleddes ett samarbete med Försäkringsbolaget Bore. Försöket föll dock inte väl ut och 1963 upphörde samarbetet. Stockholm Re växte snabbt och blev en inkomstbringande del av verksamheten. Brandförsäkringsverket valde dock att renodla sin verksamhet och 1983-1984 såldes bolaget till Länsförsäkringar för 75 miljoner kronor. En allt snabbare fusion mellan försäkringsbolag från 1960-talet gjorde dock att bolaget hamnade efter i konkurrensen. De allframtidsförsäkringar som bolaget erbjöd visade sig inte heller tidsenliga, och utbetalningsbeloppen kom inte heller genom inflationen att motsvara byggnadernas verkliga värde. 2008 beslutade man om en likvidation av bolaget en likvidation som 2011 verkställdes efter försäljning av bolagets tillgångar. Tillgångarna vid avvecklingen värderades till 1,2 miljarder som utbetalades till försäkringstagarna. I samband beslutet om avveckling 2008 bildades Brandförsäkringsverkets stiftelse för bebyggelsehistorisk forskning som ligger i det så kallade Thaveniuska huset vid Strandvägen 19-21 i Stockholm. I huset låg även bolagets kontor mellan 1932 och 2008.